# Echemus modestus
Echemus modestus är en spindelart som beskrevs av Kulczynski 1899. Echemus modestus ingår i släktet Echemus och familjen plattbuksspindlar.
Artens utbredningsområde är Madeira. Inga underarter finns listade i Catalogue of Life.